# Catwalk (film)
Pour plus de détails, voir Fiche technique et Distribution.
Catwalk est un documentaire américain réalisé par Robert Leacock et Milton Moses Ginzburg, sorti en 1996.

## Synopsis
Le film suit le mannequin Christy Turlington et ses amies Naomi Campbell, Yasmin Le Bon, Kate Moss, Helena Christensen, Gail Elliott et Carla Bruni, durant la Fashion week de printemps en 1994,,.

## Fiche technique
- Titre : Catwalk
- Réalisation : Robert Leacock
- Musique : Leigh Gorman et Malcolm McLaren
- Photographie : Robert Leacock
- Montage : Milton Moses Ginsberg
- Production : Sug Villa
- Pays :  États-Unis
- Genre : Documentaire
- Durée : 95 minutes
- Dates de sortie : 
  -  Pays-Bas : 8 décembre 1995 (Festival international du film documentaire d'Amsterdam)
  -  États-Unis : 16 février 1996 (New York)

## Distribution
- Christy Turlington : elle-même
- Jean Paul Gaultier : lui-même
- Azzedine Alaïa : lui-même
- Giorgio Armani : lui-même
- Nadja Auermann : elle-même
- Veronica Webb : elle-même
- Sandra Bernhard : elle-même
- Sharon Stone : elle-même
- Karl Lagerfeld : lui-même
- Carla Bruni : elle-même
- Naomi Campbell : elle-même
- Gianni Versace : lui-même
- Helena Christensen : elle-même
- Valentino Garavani : lui-même
- Claudia Schiffer : elle-même
- Kate Moss : elle-même
- Cindy Crawford : elle-même
- Linda Evangelista : elle-même